# أيفي تشن
أيفي تشن قالب:Lang-zh-tw هي عارضة وممثلة تايوانية، ولدت في 12 نوفمبر 1982 في تايوان.

## وصلات خارجية
- أيفي تشن على موقع IMDb (الإنجليزية)
- أيفي تشن على موقع قاعدة بيانات الفيلم (الإنجليزية)